# Judith Drews
Judith Drews (ur. 1973) – niemiecka ilustratorka i autorka książek dla dzieci.
W Polsce nakładem Wydawnictwa Zakamarki ukazały się jej trzy książki w tłumaczeniu Katarzyny Skalskiej i Tatiany Zgaińskiej-Filipowskiej:
- Sztokholm – znam to miasto (tytuł oryg. Stockholm – Vimmelboken, 2013), wydanie polskie 2016
- Paryż – znam to miasto (tytuł oryg. Paris Wimmelbuch, 2015), wydanie polskie 2017
- Berlin – znam to miasto (tytuł oryg. Berlin Wimmelbuch. Ausbruch aus dem Zoo), wydanie polskie 2019